# Robert Vrečer
Robert Vrečer (Celje, 8 de octubre de 1980) es un ciclista esloveno. En octubre de 2012 fichó por el equipo vasco Euskaltel Euskadi, tras el nuevo proyecto del equipo de contratar ciclistas no nacidos en el País Vasco, Navarra o País Vasco francés (zona denominada Euskal Herria) o habían formado parte de las categorías inferiores de algún equipo de los territorios antes mencionados. Se esperan grandes resultados de él, y que dé consejos a las futuras promesas .
En abril de 2014 se abrió un procedimiento disciplinario contra él debido a un resultado adverso por clomifeno descubierto en la tercera etapa de la Tour de Polonia 2013. Como resultado de este proceso, la UCI sancionó finalmente a Robert con 20 meses sin competir.

## Palmarés
2008
- Giro del Medio Brenta
- Liubliana-Zagreb
- Trofeo Gianfranco Bianchin
- Tour de Voivodina I

2009
- Zagreb-Liubliana

2010
- Istrian Spring Trophy, más 2 etapas
- Vuelta a Eslovaquia, más 2 etapas
- Trofeo Gianfranco Bianchin

2011
- Istrian Spring Trophy, más 2 etapas
- Szlakiem Grodów Piastowskich, más 1 etapa
- 1 etapa del Tour de Eslovenia
- 2.º en el Campeonato de Eslovenia Contrarreloj
- Gran Premio Südkärnten

2012
- 1 etapa del Tour de Loir-et-Cher
- Tour de Grecia, más 1 etapa
- Campeonato de Eslovenia Contrarreloj
- Oberösterreichrundfahrt, más 1 etapa
- 1 etapa del Tour de Gévaudan Languedoc-Roussillon

## Resultados en Grandes Vueltas y Campeonatos del Mundo
| Carrera              | Carrera              | 2006 | 2007 | 2008 | 2009 | 2010 | 2011 | 2012 | 2013 |
| -------------------- | -------------------- | ---- | ---- | ---- | ---- | ---- | ---- | ---- | ---- |
|                      | Giro de Italia       | —    | —    | —    | —    | —    | —    | —    | 92.º |
|                      | Tour de Francia      | —    | —    | —    | —    | —    | —    | —    | —    |
|                      | Vuelta a España      | —    | —    | —    | —    | —    | —    | —    | —    |
| Mundial Contrarreloj | Mundial Contrarreloj | —    | —    | —    | —    | —    | 45.º | —    | —    |

—: no participa

Ab.: abandono